# Клавдіївська фабрика ялинкових прикрас
Клавдіївська фабрика ялинкових прикрас — фабрика в смт Клавдієво-Тарасове, виготовляє скляні ялинкові прикраси ручної роботи. У складі фабрики діє музей новорічних іграшок.

## Історія
Заснована в 1948 році. В 2001 фабрику придбав концерн «Галімпекс» (Львівський склодзеркальний завод), відтоді офіційна назва фабрики — ВАТ «Галімпекс — Клавдіївська фабрика ялинкових прикрас».

## Продукція
В 2011—2016 на фабриці було розроблено понад 800 нових дизайнів куль і фірмових іграшок.
Родзинкою фабрики є унікальна колекція «Санта Ермітаж» — ексклюзивна серія репродукцій кращих світових художників на скляних ялинкових кулях. Картини Рембрандта, Реріха, Айвазовського, Далі, Мікеланджело, Куїнджі, Шишкіна, Моне та інших. На створення цієї колекції пішло більше двох років — всі кулі існують тільки в одному екземплярі.